# Британский Гондурас в Первой мировой войне
Британский Гондурас (нынешний Белиз) вступил в Первую мировую войну одновременно с Великобританией, которая объявила войну Германии 4 августа 1914 года. Колония принимала активное участие в военных действиях, отправляя войска и перечисляя денежные средства в Британский Красный Крест, Бельгийский фонд помощи и Фонд помощи принца Уэльского. Поскольку Британский Гондурас находился далеко от театров военных действий, он не пострадал от войны, но конфликт оказал экономическое влияние на него. Кроме того, он несколько раз находился под угрозой немецкого вторжения.

## Предыстория
Британский Гондурас, расположенный на восточном побережье Центральной Америки, стал британской колонией в 1862 году. В 1914 году он был малонаселенным, с населением около 40 000 человек.

## Участие в войне
Начало Первой мировой войны в Европе оставило Британский Гондурас в изоляции, что не помешало вызвать волну патриотизма в Британском Гондурасе. 5 августа 1914 года, в соответствии с 23 разделом Постановления о добровольцах 1897 года, все добровольческие силы были призваны на военную службу. Однако колония не находилась под прямой угрозой, и помощь от колонии была довольно иронично встречена Управлением по делам колоний: «Губернатор Британского Гондураса излишне встревожен. Это правда, что на войне часто случается маловероятное. Тем не менее, я не могу представить себе, что существует вероятность того, что вражеский военный корабль совершит «решительную атаку» на Белиз и попытается «овладеть колонией».
7 мая 1915 года как минимум двое белизцев погибли, когда немецкая подводная лодка U-20 торпедировала пассажирский лайнер «Лузитания» у берегов Ирландии. Джозеф Аллан Дредж, 43-летний сотрудник компании «Belize Estate and Produce Company», и его 39-летняя жена Эвелин путешествовали в Великобритании, чтобы посетить свою дочь.
8 марта 1916 года корабль, перевозивший британский Вест-Индский полк (включая белизских добровольцев) в Европу, попал в снежную бурю. Солдаты начали страдать от обморожения, оказавшись без воды и находясь в антисанитарных условиях. По меньшей мере 7 солдат погибли, а десятки людей перенесли ампутации.
В 1916 году офицер немецкой военно-морской разведки Ганс фон Ридель был задержан Королевским военно-морским флотом и его заключили в тюрьму в Белизе, но он смог сбежать в Панаму, через неё уйдя в Аргентину. Он стал одним из двух главных оперативных офицеров в немецком разведывательном центре Буэнос-Айреса, руководя саботажем и шпионажем до конца войны.
В 1916 году еще 404 белизцев откликнулись на очередной призыв военных добровольцев. Они отплыли для службы в Египет, Палестину и Месопотамию 15 июля 1916 года. Когда белизские солдаты прибыли уставшими и голодными в лагерь британских вооруженных сил в Египте, они начали петь «Правь, Британия!». Один ветеран Белиза, Сэмюэль Альфред Хейнс, вспоминал: «Представьте наше удивление, когда мы столкнулись с британскими солдатами и задали вопрос: Кто дал вам, ниггерам, право петь это? Убирайтесь из этого здания! Сюда допускались только британские войска». Расизм британских военных и чиновников не позволил белизским войскам участвовать в боевых действиях против европейских солдат.
В июле 1916 года создалась первая угроза немецкого нападения: немецкий разведчик в Мехико предложил 5000 немцев гватемальским революционным лидерам, надеясь, что гватемальцы присоединятся к ним в нападении на британскую колонию. Белиз справедливо опасался немецкого вторжения: поскольку армия мексиканских и гватемальских добровольцев находилась под командованием немецких офицеров и советников.
В октябре 1916 года предложение отправить мужчин во Францию для вступления в трудовой батальон было отклонено на том основании, что они «вероятно не выдержат суровых условий французской зимы».
Весной 1917 года создалась вторая угроза немецкого вторжения. В статье «New York Herald» говорилось, что немецкие резервисты в Мексике подготавливали армию, которая создаст передовую базу в юго-восточном углу Юкатана для быстрого захвата маленькой колонии. По мнению редакции газеты, немецкая пропаганда изобразила бы сомнительную победу как «серьезный удар по Британской империи».
В апреле 1917 года археолог Сильванус Морли посетил Белиз с секретной миссией разведки США для расследования слухов и сообщений о деятельности немецкой разведки в Центральной Америке. Морли завербовал белизского агента Питера Могуэля, который сообщал о подозрительных действиях через доктора Ганна.
Колониальные чиновники серьезно отнеслись к угрозам немецких заговоров. В то время единственная защита колонии состояла из 230 военнослужащих сил Британского Гондураса и двух пулеметов Максим. Для укрепления обороны Белиза прибыли кадры военной подготовки из Британского Вест-Индского полка под командованием подполковника Коуи. Они собрали ополчение из тысячи добровольцев и заказали новое оружие и боеприпасы, в столице поставели под охрану радиостанция и электростанцию, установили прожекторы, поставили постоянные патрули в поисках диверсантов и захватчиков. Теперь Белиз мог противостоять любым попыткам вторжения. Благодаря своим значительным усилиям, Коуи позволили досрочно вернуться на Ямайку.
В июле 1917 года лидер гватемальских эмигрантов, Исидро Вальдес, представил секретное предложение германскому министру в Мексике Генриху фон Экардту, в котором излагался план вторжения в Белиз. Предложение основывалось на перевороте в Гватемале и революции в Белизе. Армия мятежных гватемальских и гондурасских либералов при поддержке немецких подводных лодок сначала проникнет в Петен и Альта-Верапас, захватит Гватемалу, а затем вторгнется в Гондурас и Британский Гондурас. «С революцией в Белизе, — предположил Вальдес, — правительство Германии с помощью Гватемалы сможет создать военно-морскую базу и установить пункты снабжения». Вальдес размышлял о том, что немецкие подводные лодки могли бы создать базу на побережье Москито, чтобы удобно атаковать американские корабли в Карибском бассейне и Мексиканском заливе. Либеральные революционеры распространят народное восстание по всей Центральной Америки, установив лояльные про-немецкие правительства, которые откажутся от поддержки Антанты и вернут конфискованную немецкую собственность. Германия стала бы покровительницей освобождения и объединения Центральной Америки.
После вступление Гватемалы в войну на стороне Антанты, в ней по-прежнему находилась крупная немецкая разведывательная сеть, которая окутывала сетью всю Центральную Америку, включая Белиз. Георг Фогль руководил разведывательной сетью, в которую входили многие видные немецкие эмигранты и гватемальские бизнесмены. Контрабандная сеть опиралась на карибские порты Белиз-Сити и Пуэрто-Барриос Гватемалы. Иоахим Хехт, управляющий портом Пуэрто-Барриос, оказал существенную помощь в этом предприятии. Иоахим Хехт был главной фигурой в белизской торговле и имел друзей в высших эшелонах власти британского Гондураса. Французские дипломаты обвинили президента Гватемалы Эстраду Кабреру и даже британского министра в Гватемале Альбана Янга в защите Хехта и других немцев, которые были вовлечены в подпольную торговлю. В защиту этих немцев министр Альбан Янг заявил, что нет причин интернировать немцев, потому что многие — такие как Хехт и Фогль — были евреями.

## Экономика
Когда разразилась война, Британский Гондурас был довольно процветающей колонией с профицитным бюджетом, экономика которого в основном зависела от добычи древесины и фруктов. Но колониальные продукты, такие как красное дерево и тропический сок не имели большого значения, и лишь немногие торговые суда рисковали заходить в Британский Гондурас. В конце 1914 года экономика стала нестабильной: произошёл спад торговли и, следовательно, доходы колонии значительно снизились, в то время как цены на импортные продукты питания резко выросли. Прибыль от торговли увеличилась в 1915 году, главным образом потому, что Великобритания закупила почти всю продукцию красного дерева в Британском Гондурасе в 1916 и 1917 годах для производства воздушных винтов. Доходы заметно выросли в 1918 году, когда прибыль от торговли была больше, чем в 1913 году.

## Последствия
Белизский национализм зародился во время войны. После возвращения 339 человек в 1919 году вспыхнул один из крупнейших беспорядков в истории Белиза, в котором участвовали почти 3000 человек, которые нападали на предприятия и правительственные здания, направленного против белого населения. Причинами была мизерная оплата военным бойцам, а также расизм — добровольцев на войне избивали из-за тёмного цвета кожи, а также не разрешали идти на передовую вместе с белыми войсками.
11 ноября в Белизе ежегодно отмечается День памяти павших, но он не является государственным праздником или выходным днём. Символом данного мероприятия является красный мак.